# Dicranomyia limonioides
Dicranomyia limonioides är en tvåvingeart som beskrevs av Evgenyi Nikolayevich Savchenko 1974. Dicranomyia limonioides ingår i släktet Dicranomyia och familjen småharkrankar. Inga underarter finns listade i Catalogue of Life.